# La Trinité-du-Mont

La Trinité-du-Mont este o comună în departamentul Seine-Maritime, Franța. În 1 ianuarie 2022 avea o populație de 917 de locuitori.